# PPPeter
Peter „PPPeter” Popluhár (ur. 16 czerwca 1993 w Bratysławie) – słowacki youtuber, pisarz i podróżnik znany z filmów satyrycznych i podróżniczych.

## Twórczość

### Aktywność w YouTube
Prowadzi w serwisie YouTube kanał PPPeter, który zebrał (według stanu na 30 grudnia 2022) ponad 870 tysięcy subskrybentów. Publikuje filmy satyryczne na temat odwiedzonych przez siebie państw (m.in. seria The Worst Things About oraz vlogi podróżnicze z Afryki, Europy i Ameryki Łacińskiej). Popluhár ma także dwa inne kanały: Peter Life (obecnie nieaktywny, zawiera głównie filmy podróżnicze), oraz PPPíter – odpowiednik głównego kanału ze słowackimi napisami do filmów.

### Publikacje książkowe
- Kde všade som (ne)zomrel, wyd. Ikar, Bratysława 2016
- Ako (ne)prežiť mladosť – Príbehy príšerných rozhodnutí, wyd. Ikar, Bratysława 2021

## Nagrody i wyróżnienia
W 2017 roku zdobył nagrodę Blogger of the Year w kategorii Blog wideo w konkursie organizowanym przez słowacki serwis HNOnline.sk. W 2018 roku otrzymał tytuł Książkowego Debiutanta Roku oraz nagrodę Złotej Książki za zbiór opowiadań podróżniczych Kde všade som (ne)zomrel. Zbiór ten został młodzieżową książką roku.

## Życie prywatne
Ukończył studia w zakresie finansów na Uniwersytecie Masaryka w Brnie.
Posługuje się językami słowackim, angielskim, hiszpańskim i francuskim.